# Piero Ferrari
Piero Ferrari (Castelvetro di Modena, 22 de mayo de 1945) es un ingeniero y empresario italiano.
Hijo de Lina Lardi y segundo y único hijo sobreviviente de Enzo Ferrari. Hoy en día tiene el 5% de Ferrari, empresa automotriz de la que es vicepresidente.

## Biografía
Ya que el divorcio era ilegal en Italia hasta 1975, no pudo ser reconocido como un miembro de la familia Ferrari hasta la muerte de la primera esposa de Enzo, Laura Dominica Garello, fallece en 1978. Su legítimo medio hermano, Dino, fallece antes en 1956 de distrofia muscular.
Piero comenzó a trabajar en la fábrica de su padre Enzo en los años 1970. En 1974 fue trasladado al equipo de Fórmula 1, donde trabajó como coorganizador, ayudando a los directores deportivos Luca Cordero di Montezemolo y Daniele Audetto. 

### Obras
A mediados de la década de 1980 se convirtió en supervisor de la producción de automóviles de carretera, donde ayudó a desarrollar conceptos para los Ferrari F40, Ferrari F50 y LaFerrari de bajo volumen.
En 1988, como único heredero de la familia Ferrari, fue nominado a vicepresidente, después de la muerte de su padre. En 1988 fue nombrado presidente de Piaggio Aero Engineering.
A Ferrari se le entregó el título de Orden del Mérito Laboral en 2004. También tiene un grado en ingeniería de la Universidad de Modena.

## Vida privada
Estuvo casado con Floriana Nalin, con quien tiene una hija llamada Antonella, de la cual tiene dos nietos. Vive en Módena, en la antigua residencia de su padre. En 2019 anunció su separación de Nalin tras 50 años de matrimonio. Finalmente, en 2021 contrajo matrimonio por segunda vez con la agente rumana de ventas del fabricante de aviones Bombardier, Romina Gingasu, matrimonio que se celebró en una ceremonia íntima, a la cual asistió entre otros invitados, el cantante Al Bano.
Se encuentra entre las 900 personas más ricas del mundo según la revista Forbes, con US$3 200 000 000.